# Vadensko more
Vadensko more (njemački: Wattenmeer, nizozemski: Waddenzee, frizijski: Waadsee, donjonjemački: Wattensee, danski: Vadehavet, engleski: Wadden Sea) je ime za vodeno tijelo i pridružena mu obalna "mokra tla" (češki: cs:mokřad, engleski: en:wetland) koja se nalaze između dijela obale sjeverozapadne kontinentalne Europe i Sjevernog mora.
Vadensko more se rasprostire od Den Heldera u Nizozemskoj do njegove sjeverne među kod Esbjerga u Danskoj, u ukupnoj duljini od nekih 500 km i ukupne površine od otprilike 10 000 km².
Svojstvene su mu naplavne blatne pličine (nizozemski: Wad, engleski: mudflat, dolnjonjemački i njemački: Watt, danski: Vade) po kojima je i more dobilo i ime, duboki plimni rovovi i otoci koji se nalaze/nastanu usred ovoga. Cijelo područje je bojište za prostor između mora i zemlje. Krajobraz se sveudalj oblikuje pod utjecajem olujnih plima. 
Vadensko more je poznato po bogatoj fauni, avifauni i flori. Tu boravi u jednom trenutku do 6.1 milijuna ptica selica, a godišnje na ovom području u prosjeku boravi oko 10 – 12 milijuna ptica. Stoga je danas veliki dio ovog mora zaštićen unutar suradnje triju zemalja (Nizozemska Konzervacijska zona Vadenskog mora i njemački Nacionalni parkovi Donje Saske i Schleswig-Holsteina).
Vlade Nizozemske, Danske i Njemačke su zajedno radile od 1978. na zaštiti ovog mora. Suradnja pokriva upravljanje, nadzor i istraživanje, kao i politička pitanja. Nadalje je 1982. dogovorena zajednička deklaracija o zaštiti Vadenskog mora za usklađenje radnja i poduzimanje mjera u svrhu zaštite ovog mora. God 1997. je konačno usvojen Trostrani plan za Vadensko more. God. 2009., nizozemski i njemački dio Vadenskog mora (66 % cijele obale) je upisan na UNESCO-ov popis mjesta svjetske baštine u Europi kao najveći sustav neprekinutih pjeskovitih plićaka na svijetu koje se smatra jednim od najvažnijih mjesta za seobu ptica selica iz Afrike u Europu i obratno. God. 2014., u zaštićeno područje je uključeno i dansko pomorsko zaštićeno područje Wadden Sea, ali i njemački nacionalni parkovi Donje Saske i Schleswig-Holsteina.
Neki Frizi se bave tradicionalnim športom u ovim krajevima, wadlopenom ili šetnjom po morskom plićaku za oseke u Vadenskom moru.

## Galerija
- Tuljani na žalu nizozemskog Vadenskog mora
- Morske ptice na otoku Nordseeinsel Juist
- Vadensko more nedaleko od Wilhelmshavena
- Tzv. Wattwagen ("blatna kola") kod Neuwerka
- Husum bight, NP Schleswig-Holsteinisches Wattenmeer

## Vanjske poveznice
- Stranice Tajništva Trostrane kooperacije za zaštitu Waddenskog mora
- Povijsne interakcije ljudi i okoliša u Wadenskom moru (engl.)
- The Lancewad Report (2001): Kulturna baština regije Wadenskog mora (engl.)